# Diablo: Hellfire
Diablo: Hellfire est une extension autorisée par Blizzard Entertainment pour le jeu vidéo de type hack 'n' slash Diablo développée par Synergistic Software et publiée par Sierra Entertainment en 1997 en Amérique du Nord et en 1998 en Europe.
Elle ajoute de nombreuses possibilités au jeu original, en particulier 8 niveaux supplémentaires, deux séries de nouvelles quêtes et une nouvelle classe de personnage, le moine. La quête de la vache et deux autres classes de personnages, le barde et le barbare, deviennent également accessibles mais sont cachés. Hellfire offre la possibilité de jouer en multijoueur (hors Battlenet), Diablo étant un jeu initialement solo.

## Trame

### Univers
Diablo: Hellfire prend place dans un monde imaginaire de type médiéval-fantastique créé par Blizzard North pour le jeu Diablo. Comme dans celui-ci, l’histoire se déroule dans le village du royaume de Khanduras appelé Tristram.

### Contexte
Peu avant les événements racontés dans Diablo, un sorcier est aperçu rôdant près du cimetière de Tristram. Un soir, les villageois observent d’étranges phénomènes dans le cimetière et voient le sorcier disparaître sous terre. Des rumeurs de sorcellerie et de nécromancie animent alors pendant quelques jours le village, mais celles-ci sont vite oubliées après l’arrivée de Diablo. Peu avant l’arrivée du héros à Tristram, ces étranges phénomènes recommencent. Un voyageur aperçoit par hasard le sorcier alors que celui-ci, recouvert d’une étrange substance, s’échappe du cimetière. Après s’être effondré près de la rivière, le corps du sorcier se décompose comme aspiré par le terrain environnant. En investiguant les alentours, les villageois découvrent une chose étrange et atroce se développant à l’endroit où le corps du sorcier a disparu.

### Scénario
Diablo: Hellfire s’intègre au jeu original comme une quête secondaire. Dans celle-ci, le héros découvre l’entrée d’un nouveau donjon, le nid purulent, après avoir rencontré le fermier propriétaire du terrain où le sorcier a trouvé la mort. En explorant celui-ci, le héros découvre l'existence d'un demi-démon, connu sous le nom de Defiler, dont il parvient à se défaire. Il trouve alors une vieille carte indiquant l'entrée d'une crypte dans le cimetière de Tristram. Après avoir exploré celle-ci le héros affronte Na'Krul, un démon envoyé en exil par Diablo après s’être rebellé contre celui-ci, avant d’affronter une nouvelle fois le seigneur de la terreur.

## Système de jeu
Le système de jeu Diablo: Hellfire reste similaire à celui de Diablo et intègre plusieurs améliorations.
Un nouveau personnage fait son apparition : le moine, adepte du combat à main nue. L'équiper d'une arme ou d'une armure diminue grandement ses aptitudes. Celui-ci est également un puissant lanceur de sort capable de facilement repérer les objets éparpillés sur le sol,.
Deux autres personnages, le barde et le barbare, devaient également apparaître dans Hellfire, mais ceux-ci ne sont finalement pas disponibles dans la version finale du jeu. Une version non aboutie de ces deux classes peut néanmoins être débloquée à l’aide d’une astuce. Le barde est un combattant ambidextre, il tire profit des capacités de ses deux armes et s'aventure à l'invocation de sorts magiques. Son apparence n'est pas aboutie, il utilise les animations de l'archère, dont seule la première arme est visible. Le barbare quant à lui respecte le concept du personnage : tout en force, rien dans la tête (pas de sorts). Il rend toute sa splendeur au hack&slash grâce à ses coups de haches en zone.
Une vingtaine de nouvelles créatures font également leurs apparitions, le joueur dispose de sept nouveaux sorts et d’une trentaine de nouveaux objets magiques pour les combattre,,.
Il devient également possible d'acheter des potions de vitalité, de force, de magie, de dextérité et des parchemins de sorts directement chez la sorcière Adria.

## Développement
Après la sortie de Diablo, Blizzard North décide de se focaliser sur le développement de sa suite et Blizzard Entertainment confie alors  à Synergistic Software le développement d’une extension. Édité par Sierra Entertainment, celle-ci sort en Amérique du Nord le 30 novembre 1997 puis en Europe fin 1997,.

## Accueil
| Diablo                  |      |       |
| Média                   | Nat. | Notes |
| Adrenaline Vault        | US   | 4/5   |
| Computer Games Magazine | US   | 3/5   |
| Electric Games          | US   | 82 %  |
| GameSpot                | US   | 75 %  |
| Gen4                    | FR   | 3/5   |
| Joystick                | FR   | 80 %  |